# Селецкий, Иван Яковлевич
Иван Яковлевич Селецкий (укр. Іван Якович Селецький; 1743— 25 июля (6 августа) 1810) — российский военный и государственный деятель, тайный советник (1797), «Новороссийский» (екатеринославский) губернатор (1797—1801). Губернаторствовал как раз в тот промежуток времени, когда, согласно реформе Павла I,  Екатеринослав носил название Новороссийска, а учреждённая Павлом I Новороссийская губерния охватывала не только Екатеринославское наместничество, но и соседние Вознесенское наместничество и Таврическую область времён Екатерины II.

## Биография
Родился около 1743 года и происходил из казацкого рода Черниговской губернии.
В 1761 году поступил на службу войсковым канцеляристом. С 1764 по 1767 год был сотником в Девицкой сотне, затем бунчуковым товарищем и присутствующим в канцелярии Нежинского полка.
С 1768 года, в составе 2-й армии, участвовал в русско-турецкой войне, был обер-аудитором.
В 1770-е годы находился постоянно при генерал-фельдмаршале графе П. А. Румянцеве-Задунайском. Участвовал в битве у Рябой могилы, при Ларге и сражении при Кагуле. С 1773 по 1778 год был в звании секунд-майора, адъютанта генерал-фельдмаршала. В апреле 1778 года уволен из армии в чине полковника. В 1775 году им были написаны и опубликованы в типографии Императорской Академии наук стихи на торжество по случаю заключения мира с Турцией.
С 1783 по 1786 год был в должности прокурора Черниговской губернии, а с 1788 по 1793 год — председателем Новгород-Северской палаты гражданского суда. Имел чин статского советника (1785), действительного тайного советника (1793), а 14 октября 1797 года ему был присвоен чин тайного советника.
28 марта 1797 года И. Я. Селецкий был назначен на должность Новороссийского (Екатеринославского) губернатора. В своём письме к жене он писал:

«Я здесь нашел ту страну, где меня все возлюбили и паны и простые, где разумеют мою цену, и после гордости и ругательств бывших губернаторов, а особливо Бердяева, коего имя всем тут ненавистно, почитают меня своим избавителем… Меня тут на руках носят; советник у меня Гладкой, также добрый человек, умный и великий мне помощник…»— Цитировано по: Селецький Іван Якович. Дата обращения: 24 сентября 2018. Архивировано из оригинала 24 сентября 2018 года.
В Екатеринославской губернии проявлял особое усердие в строительстве храмов и церквей в Новороссийске и селах губернии.
Скончался 25 июля 1810 года.
Имел земельные владения в Сосницком уезде Черниговской губернии: в селах Бакаевке, Ковчине, Припутни, Томашевке, местечке Салтыкова Девица, хуторе Заруднинском и других.

## Оценки
Образ Селецкого нашёл отражение в комедии В. Капниста «Ябеда» (1796), поставленной на сцене в 1798 году. Персонаж Кривосудов, которому дана характеристика «…Дому господин, гражданский председатель Есть сущий истины Иуда и предатель», практически полностью срисован с председателя Новогородсеверской Палаты гражданского суда. Автор изобразил в пьесе и дочь Селецкого Софью, не изменив даже имени. Софья влюблена в некоего Прямикова, но её хотят выдать замуж за прохвоста Праволова.
Селецкий пользовался очень незавидной репутацией в кругах украинских патриотов. Так в 1784 году черниговский губернский предводитель дворянства А. А. Полетика в письме к своему брату Григорию писал:

[губернский прокурор в Чернигове Селецкий] «бегая по домам, разглашает, что Государыня лишила многих белорусских дворян дворянства за то, что они при разборе дворянства давали свидетельства, подобые нашим свидетельствам, и сими ложными клеветами многие смущаются ко вреду бедных и требующих справедливой помощи людей»— А. А. Полетика

## Награды
- Орден Святого Владимира III степени
- Орден Святой Анны I степени (22 декабря 1799)

## Семья
- Отец — Яков Васильевич Селецкий, сотник
- Мать — Анна Васильевна (в девичестве Оболонская)
- Жена — Мария Даниловна (в девичестве Апостол), правнучка гетмана Даниила Апостола, по линии его сына Петра
  - Дочь — София Ивановна, замужем за майором Василием Ивановичем Синельниковым
    - Внучка — Авдотья Васильевна (1782—1830)), замужем за харьковским губернатором Августом Фёдоровичем Комстадиусом

  - Дочь — Варвара Ивановна, замужем за Дмитрием Ларионовичем Алексеевым